# Beriáin
Beriáin – gmina w Hiszpanii, w Nawarze, o powierzchni 5,43 km². W 2011 roku gmina liczyła 3856 mieszkańców.